# Agathe de La Fontaine
Pour les articles homonymes, voir La Fontaine.
Agathe de La Fontaine, née le 27 mars 1972 à Paris (France), est une actrice française.

## Biographie

### Vie personnelle
Elle est divorcée d'Emmanuel Petit, ancien footballeur international français et champion du monde en 1998. Ils ont une fille, Zoé, née le 22 mars 2002.
En 2013, elle a été en couple avec Tomer Sisley.

## Filmographie partielle
- 1994 : La Caverne de la Rose d'or (Fantagaro) de Lamberto Bava : Princesse Angélique
- 1994 : Jeanne
- 1994 : Killer Kid : Isabelle
- 1994 : Louis 19, le roi des ondes : Julie Leduc
- 1996 : Une trop bruyante solitude (Příliš hlučná samota) de Véra Caïs : Illonka
- 1996 : La Nouvelle Tribu de Roger Vadim (mini-série) : Victoria
- 1997 : Un coup de baguette magique de Roger Vadim
- 1997 : Love in Paris de Anne Goursaud : Claire
- 1998 : Train de vie de Radu Mihaileanu : Esther
- 2000 : J'aime Andrea
- 2007 : Le Scaphandre et le Papillon de Julian Schnabel : Inès